# Аустрија на Летњим олимпијским играма 1908.
Аустрију је на Олимпијским играма 1908. у Сент Луису званично представљало седам спортиста који су се такмичили у 4 спорта. Аустријски олимпијски тим је на свом четвртом учешћу на Летњим олимпијским играма заузео 19. место у укупном пласману, са једном бронзаном медаљом.

## Учесници по спортовима
| Спорт     | Мушкарци | Жене | Укупно |
| --------- | -------- | ---- | ------ |
| Атлетика  | 2        | 0    | 2      |
| Мачевање  | 1        | 0    | 1      |
| Пливање   | 1        | 0    | 1      |
| Тенис     | 3        | 0    | 3      |
| Укупно(4) | 7        | 0    | 7      |

## Освајачи медаља

### Бронза
- Ото Шеф - Пливање, 400 метара, слободни стил, мушкарци

## Резултати по спортовима

### Мачевање
Дисциплина, Сабља појединачно
Прво коло — Табела групе 1
| Бр | Такмичар                | Земља     | Поб. | Изг. | Бел. |
| -- | ----------------------- | --------- | ---- | ---- | ---- |
| 1. | Зигфрид Флеш            | Аустрија  | 5    | 0    | КВ   |
| 2. | Jece Dorman             | Холандија | 3    | 2    | КВ   |
| 3. | Властимил Лада-Сазавски | Бохемија  | 3    | 2    | КВ   |
| 4. | Жан Дамас Летри         | Француска | 2    | 3    |      |
| 5. | Анри Сикс               | Белгија   | 1    | 4    |      |
| 6. | Јарослав Тучек          | Бохемија  | 1    | 4    |      |

Друго коло — Табела групе 6
| Бр  | Такмичар       | Земља     | Поб. | Изг. | Бел. |
| --- | -------------- | --------- | ---- | ---- | ---- |
| 1.  | Петер Тот      | Мађарска  | 4    | 0    | КВ   |
| 2.  | Јене Цантај    | Мађарска  | 3    | 1    | КВ   |
| =3. | Алфред Лабушер | Холандија | 1    | 3    | КВ   |
| =3. | Зигфрид Флеш   | Аустрија  | 1    | 3    |      |
| =3. | Paul Anspach   | Белгија   | 1    | 3    |      |

### Пливање
| Пливач  | Дисциплина       | Група   | Група         | Полуфинале | Полуфинале           | Финале               | Финале               | Детаљи |
| Пливач  | Дисциплина       | Време   | Пласман       | Време      | Пласман              | Време                | Пласман              | Детаљи |
| ------- | ---------------- | ------- | ------------- | ---------- | -------------------- | -------------------- | -------------------- | ------ |
| Ото Шеф | 100 м слободно   | 1:11.4  | 1 у гр 2 КВ   | непознато  | Није се квалификовао | Није се квалификовао | Није се квалификовао |        |
| Ото Шеф | 400 м слободно   | 5:51,0  | 1. у гр. 7 КВ | 5:40,6     | 1. у пф. 1 КВ        | 5:46,0               |                      |        |
| Ото Шеф | 1.500 м слободно | 24:15,8 | 2. гр. 6 КВ   | 24:25,4    | 2. у пф. 2 КВ        | Није завршио трку    | Није завршио трку    |        |

### Тенис
| Тенисер                         | Дисциплина  | 1. коло                                           | 2. коло                                       | 3. коло                                                              | Четвртфинале          | Полуфинале            | Финале                | Финале                | Детаљи |
| Тенисер                         | Дисциплина  | Противник Резултат                                | Противник Резултат                            | Противник Резултат                                                   | Противник Резултат    | Противник Резултат    | Противник Резултат    | Пласман               | Детаљи |
| ------------------------------- | ----------- | ------------------------------------------------- | --------------------------------------------- | -------------------------------------------------------------------- | --------------------- | --------------------- | --------------------- | --------------------- | ------ |
| Ролф Кинцл                      | Појединачно | Eaves · Уједињено Краљевство · Пор. 3:6, 1:6, 0:6 | Није се квалификовао                          | Није се квалификовао                                                 | Није се квалификовао  | Није се квалификовао  | Није се квалификовао  | Није се квалификовао  |        |
| Фриц Феликс Пипес               | Појединачно | Оскар Кројцер Немачко царство Пор. 3:6, 1:6, 4:6  | Није се квалификовао                          | Није се квалификовао                                                 | Није се квалификовао  | Није се квалификовао  | Није се квалификовао  | Није се квалификовао  |        |
| Артур Цборцил                   | Појединачно | Слободан                                          | фон Бисинг Немачко царство Пор. 1:6, 4:6, 4:6 | Није се квалификовао                                                 | Није се квалификовао  | Није се квалификовао  | Није се квалификовао  | Није се квалификовао  |        |
| Артур Цборцил Фриц Феликс Пипес | Парови      | Слободни                                          | Слободни                                      | Џосаја Ричи · Џејмс Парк · Уједињено Краљевство · Пор. 5:7, 4:6, 2:6 | Нису се квалификовали | Нису се квалификовали | Нису се квалификовали | Нису се квалификовали |        |